# 阿瑟 (比利时)
阿瑟（荷蘭語發音：[ˈɑsə] ⓘ）是比利时弗拉芒大区弗拉芒布拉班特省哈勒-维尔福德区的一个市镇，西北与东佛兰德省接壤，东南临布鲁塞尔首都大区，面积49.64平方千米，人口32,958人（2018年1月1日）。阿瑟是弗拉芒社群的一部分，官方语言与当地多数居民使用的语言为荷蘭語，不过当地有一定数量的法语人口，但阿瑟并不是一个语言便利市镇，市政部门不为法语人士提供语言便利，当地甚至颁布法令禁止商贩使用法语。